# Спорт в Йошкар-Оле

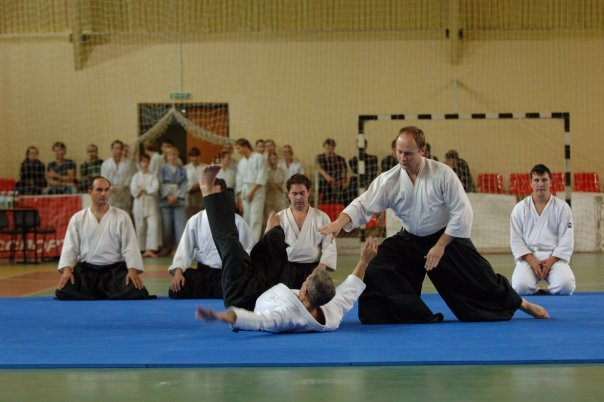
Айкидо в Йошкар-Оле

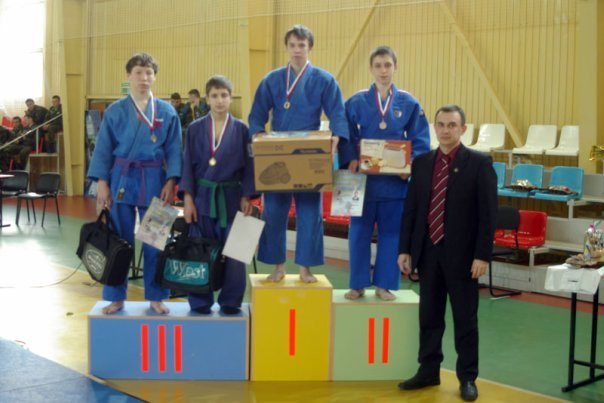
Дзюдо в Йошкар-Оле

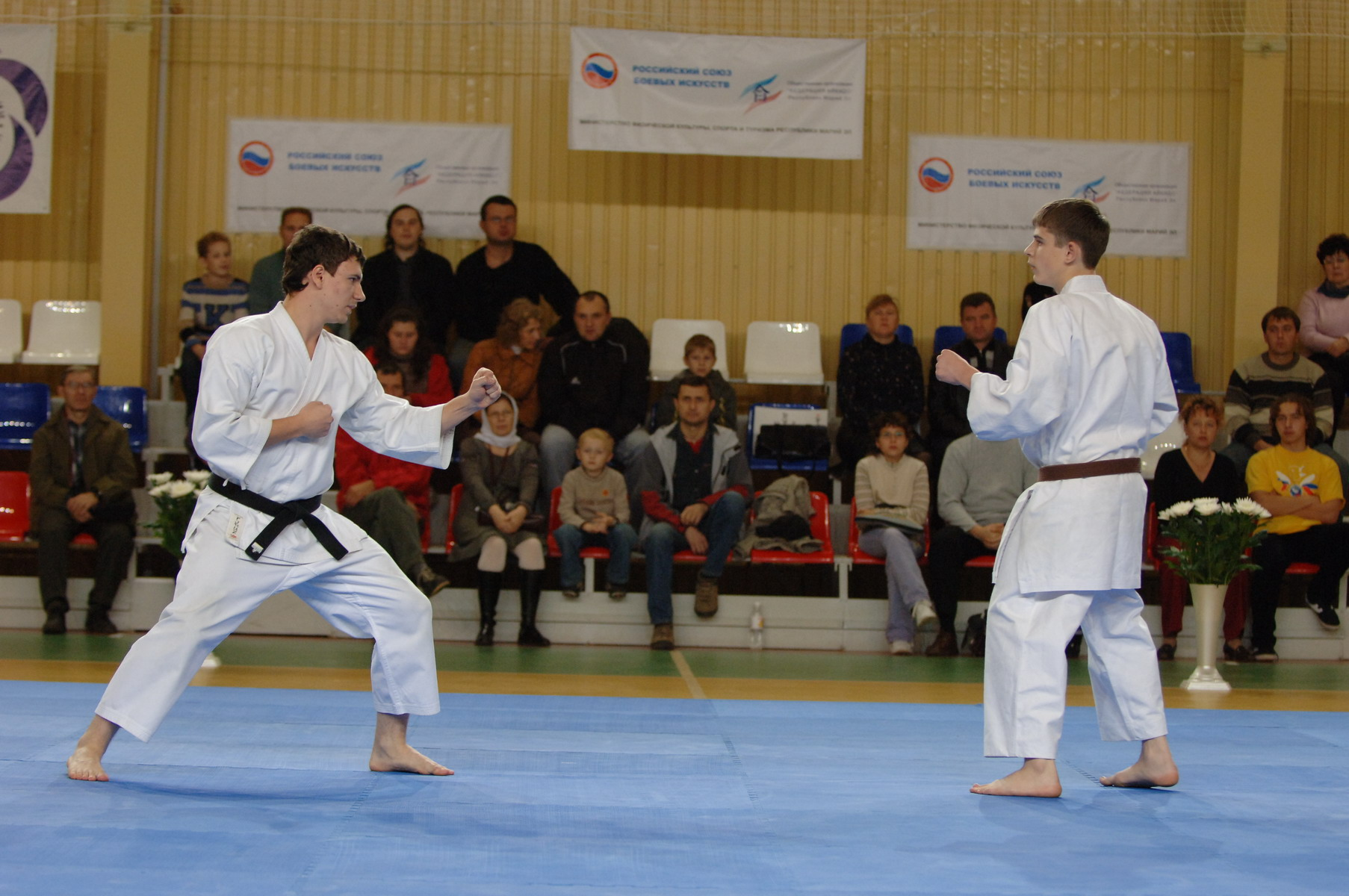
Каратэ в Йошкар-Оле

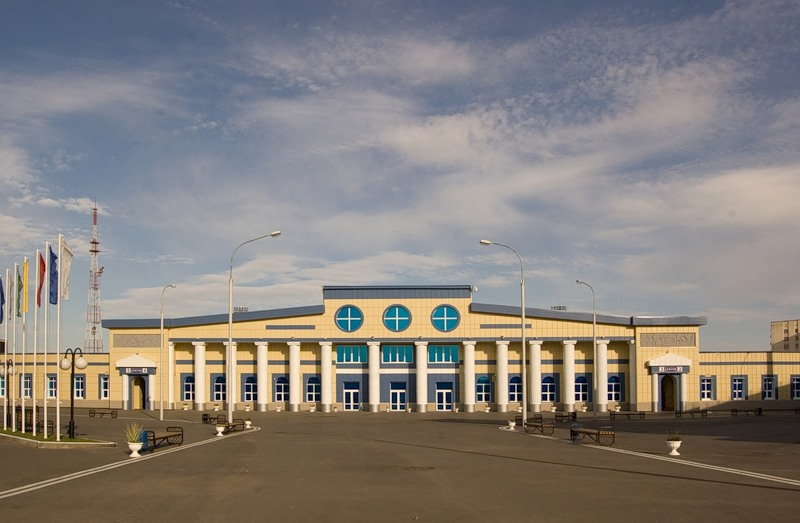
Стадион «Дружба»

Йошкар-Ола является городом со славными спортивными историей и традициями. В городе построены два ледовых дворца, дворец водных видов спорта, к началу Всероссийский сельских игр была завершена реконструкция стадиона «Дружба», построен спортивный центр с универсальным залом, теннисный корт и многое другое.
В Йошкар-Оле активно развиваются все основные виды спорта, в том числе футбол (команда «Спартак»), хоккей, лёгкая атлетика, фигурное катание. В Йошкар-Оле также занимаются следующими видами боевых искусств и единоборств:

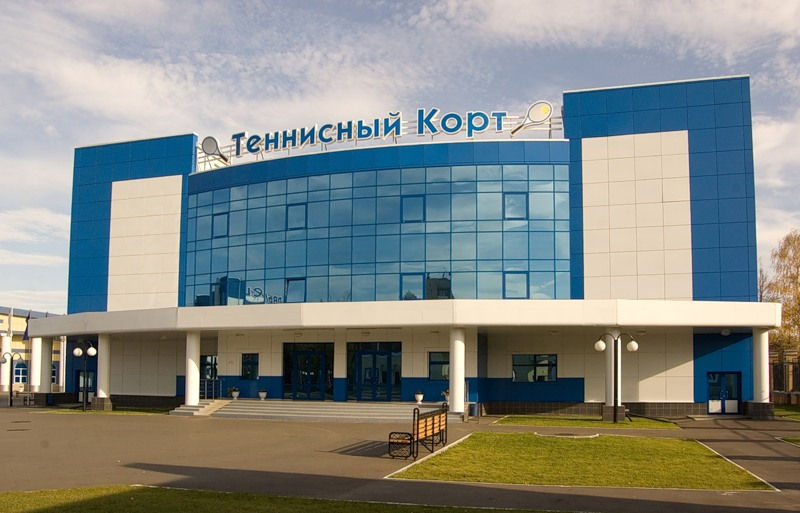
Теннисный корт

- Айкидо[2]
- Кендо
- Иайдо
- Бокс
- Вьет Во Дао
- Прикладная самозащита «Центурион»
- Греко-римская борьба
- Дзюдо
- Капоэйра
- Каратэ Сётокан и Кёкусинкай[3]
- Славяно-горицкая борьба[4]
- Тэкэндо[5]

## Айкидо
Айкидо в Марий Эл появилось в конце 1990-х годов благодаря Эдуарду Краснову (1 дан айкидо айкикай) и Игорю Комяку. Руководителем первого клуба айкидо города Йошкар-Олы был Маланкин Сергей Геннадьевич (2 дан Айкидо Айкикай). За более чем 30-летний период существования айкидо в Марий Эл подготовлено большое количество спортсменов, обладающих данами. Среди них: Сергей Маланкин, Алексей Агафонов, Сергей Иванов, Олег Иванов, Ева Полушина, Александр Чуфистов, Юрий Ерошкин, Мунтян Оксана, Станислав Ганичев, Людмила Иванова, Максим Утусиков, Александр Меркушев, Виктор Тарасов, Алексей Миронов и другие.
1. ОО «Федерации Айкидо Марий Эл» — основана 03.06.1999 г., аккредитована при Министерстве спорта Республики Марий Эл, является отделением Оосинкан. Президент ОО «Федерации Айкидо Марий Эл» — Чуфистов Александр Викторович (5 дан Айкидо Айкикай, заслуженный тренер Республики Марий Эл). Кроме Чуфистова А. В, занятия ведут Агафонов А. А. (4 дан), Ерошкин Ю. В. (4 дан), Мунтян О. Л. (2 дан), Иванова Л. С. (1 дан), Мишина Ю. И., Бастраков И.
Занятия проходят в следующих залах:
- Дом Культуры Российской Армии, ул. Героев Сталинградской битвы, д. 35.;
- МБОУ СОШ № 10, Йошкар-Ола, ул. Машиностроителей, д. 4А;
- МБОУ СОШ № 5 «Обыкновенное чудо», ул. Волкова, д. 126;
- ГБОУ РМЭ № 8 «Лицей им. Ломоносова», ул. Успенская, д. 19Б;
- МБОУ СОШ № 20, ул. Анциферова, д. 25;
- СК «Дельфин», Ленинский проспект, д. 59В;
- МБОУ СОШ № 15, Йошкар-Ола улица Мира, дом 91А.

2. РОО «Ассоциации Айкидо Республики Марий Эл» — филиал «Федерации Айкидо Айкикай России» (ФААР). Президент Утусиков Максим Владимирович (2 дан айкидо айкикай). Среди инструкторов: Меркушев Александр (1 дан айкидо айкикай), Кропотов Владимир (1 дан айкидо айкикай), Уфимцев Алексей (1 дан айкидо айкикай), Миронов Алексей (2 дан айкидо айкикай) и другие.
Занятия проводятся в зале боевых искусств в Межрегиональном открытом социальном институте (ул. Прохорова, д.28).
3. Клуб боевых искусств «Студия лаборатория практического освоения принципов АЙКИ». Руководитель — Тарасов Виктор. (2 дан айкидо айкикай). Занятия проводятся в спортивном центре «Флекс»).

## Кендо
Кендо (яп. 剣道, рус. «путь меча») — японское воинское искусство, основанное на приёмах владения самурайским мечом. В Йошкар-Оле клуб кендо появился в конце 1990-х гг. под руководством Николая Бучина, но клуб просуществовал недолго из-за переезда руководителя в другой регион. Второе рождение кендо в Марий Эл получило в 2012 году благодаря инициативе чемпионки России по кендо 2012 года Александры Кузнецовой (3 дан кендо). Сегодня кендо в Марий Эл представлено Региональной общественной организацией «Федерация кендо Республики Марий Эл», которая является официальным отделением «Российской федерации кендо, иайдо и дзёдо» (РФК). Федерация кендо РМЭ имеет государственную аккредитацию Министерства спорта РМЭ (Приказ Мин. спорта № 136 от 27.05.2014). Руководитель «Федерации кендо Республики Марий Эл» — Евдокимов Дмитрий Алексеевич (2 дан кендо). Располагается Федерация кендо РМЭ на базе Межрегионального открытого социального института (ул. Прохорова, д. 28).

## Иайдо
Иайдо (яп. 居合道, рус. «искусство встречать сидя») — искусство внезапной атаки или контратаки с использованием двуручного японского меча (катана). В Марий Эл иайдо официального изучается в рамках РОО «Федерация кендо Республики Марий Эл», регионального представительства «Российской федерации кендо, иайдо, дзёдо». Занятия проходят на базе Межрегионального открытого социального института, проводятся официальные семинары, аттестации на «кю» и «даны» и соревнования в рамках графика РФК.

## Армейский рукопашный бой
Этот вид спорта состоит из нескольких единоборств. Армейский рукопашный бой культивируется в Марий Эл больше десяти лет, каждый год проводятся чемпионаты, на которые приезжают и представители других городов. Традиционно, кроме как определения сильнейших среди взрослых, в рамках этих соревнований также проводится первенство среди юных борцов. Руоководит Федерацией Алексей Мансурович Ильин.

## Каратэ кекусинкай
Кекушин в Йошкар-Оле преподают инструкторы сэнсэй Эдуард Борисович Старостин, сэмпай Сергей Иванович Заньков, сэмпай Константин Вячеславович Бахтин и Белоусов Олег
В 2009 Сергей Заньков стал призёром открытого Кубка Европы по ояма каратэ.

## Фехтование
В Йошкар-Оле занимаются следующими разновидностями фехтования:
- «Японское фехтование» («кэндо»).
- «Классическое фехтование» (рапира, сабля) представлено «Федерацией фехтование Республики Марий Эл». В Республике Марий Эл в 2013 году прошёл чемпионат России по фехтованию[26].

## Славяно-горицкая борьба
СГБ в Йошкар-Оле занимаются в клубе «Стрелы Перуна». В клубе практикуются направления классического и штурмового боя. Система тренировок имеет ряд особенностей. Они проводятся только на улице в любую погоду, что позволяет готовить бойцов с навыками, необходимыми в реальной схватке.

## Тэкэндо
Тэкэндо — новодел, созданный йошкаролинцем В. В. Комяком смешением восточных единоборств таэквон-до, каратэ и дзюдо (с добавлением собственных идей) примерно в 1998 г. Тэкэндо переводится как «Тэ»-рука, «Кэн»-меч, «До»-путь, то есть «путь превращения руки в мечь». Название и символику придумал Эдвард Иванов — художник и кекушиновец (1 дан). Бои контактные, но на голове жёсткий шлем с решёткой, на руках перчатки-краги. После смерти Владимира Комяк стиль тэкэндо продолжает существовать. Школу Тэкэндо в г. Йошкар-Ола в настоящее время возглавляет ученик В. В. Комяка — Евгений Николаевич Воробьёв.